# Douglass Montgomery
Robert Douglass Montgomery, född 29 oktober 1907 i Los Angeles, död 23 juli 1966 i Norwalk, Connecticut, var en amerikansk skådespelare. 

## Filmografi i urval
- Daggryning (1931)
- Natt över London (1931)
- Ropet från havet (1931)
- Unga kvinnor (1933)
- Little Man, What Now? (1934)
- Music in the Air (1934)
- Harmony Lane (1935)
- Mysteriet Edvin Drood (1935)
- Flykten från fånglägret (1935)
- Tropical Trouble (1936)
- Life Begins With Love (1937)
- En fasansfull natt (1939)
- Gyllene vingar (1945)
- Woman to Woman (1946)